# Colònia del Baix Congo-Gabon
La colònia del Baix Congo-Gabon fou una entitat colonial francesa que es va formar el 5 de juliol de 1902 en el lloc del territori del Congo Mitjà-Gabon. Va romandre supeditada al governador general del Congo Francès.
Baix Congo-Gabon estava format per dos territoris: el territori del Gabon i el territori del Congo Mitjà. El cap administrador de la colònia i dels dos territoris fou Émile Gentil (nascut el 1866 i mort el 1914).
La colònia fou dissolta el 29 de desembre de 1903 i cadascun dels dos territoris que la formaven va esdevenir una colònia separada. Gentil va ser nomenat el 1904 com a governador general del Congo Francès i va romandre com a cap administrador de l'ara colònia del Congo Mitjà, mentre un nou governador fou nomenat per la colònia del Gabon.